# 彩虹岛
《彩虹岛》是由韩国Actoz公司开发的2D横板卷轴大型多人在线角色扮演游戏，游戏背景是充满幻想和冒险的童话世界。
该游戏在韩国于2006年2月开始商业化运营。游戏采取免费游戏，部分道具收费的方式运营。2007年2月盛大公司拿下彩虹岛在中国大陆的代理权，并与5月1日公测。OGPlanet公司于2008年3月18日与韩国Actoz签下合同，将彩虹島物語带到了北美地区，并于2008年9月18日公测。台灣版原為愛玩家所代理，於2012年4月30日合約到期而結束遊戲服務。2012年5月15日遊戲新幹線宣布取得代理權，同年8月22日正式重返台灣，並於2016年4月15日宣布於同年7月15日結束營運。2016年5月27日樂意傳播宣布取得代理權，並於同年第三季上市。香港版《彩虹島》由於營運代理權即將到期，於2014年3月31日正式停止在港澳地區的遊戲服務。2019年3月10日HappyTuk宣布取得泰國地區代理權，並於同年7月9日上市。
游戏因其卡通的造型，被中国大陆文化部评为2008年最适合未成年人的网络游戏。

## 遊戲背景
彩虹曆4020年，異族入侵，魔物橫行，彩虹島世界陷入危難之中。承載著人類希望的勇者美少女“愛麗絲”與她的伙伴，為了使彩虹島世界恢復和平，她們踏上了征途，前往遙遠的亞特蘭蒂斯遺跡，擊敗正要破解封印而出的魔王。與魔王大戰之下，愛麗絲雖然在最終一刻爆發出了前所未有的巨大能量擊敗了魔王，但也受到了難以痊癒的重大傷害，同時她也察覺到了世界危難的源頭並非魔王，而是異族的陰謀，但此時的愛麗絲已經沒有力量去阻止，她用自己最後的力量將意志附著於隕石中，散落於世界各地。這一夜，無數彩虹島中的人們夢到了愛麗絲的警示，同時彩虹島的各處也出現了無數的神秘石塔。彩虹島中的青少年全部出動，通過石塔中提供的線索，尋找愛麗絲，拯救彩虹世界。

## 游戏玩法
像其它MMORPG游戏一样（如冒险岛），玩家在游戏中控制自己的角色，杀怪、获得并完成任务、参加线上活动等，让自己的人物成长。一个玩家可以创建3个角色，玩家可以对角色起名，选择角色的职业，性别和装扮。一个职业可以转职三次。
角色人物的生命值（HP）显示在游戏的左上角，当角色的生命值为0时，角色将会死亡，并在保存的城镇或石塔复活。角色的魔法值（SP）同样显示在左上角，用来施放技能。生命值和魔法值都可以通过HP和SP药水和坐下来恢复。经验值（XP）显示的是角色升到下一级所得经验的百分数。经验值可以通过猎杀怪物和完成任务获得。另外杀怪时的连击數也能影响到获得经验值的多少。连接数越高，所获得经验值和游戏虚拟钱数也就越多。
游戏除了打怪升级，还有PVP系统，可以让玩家之间进行游戏技艺上切磋，系统会根据玩家杀敌的数字和伤害做出每场战斗的胜负排名。通过PVP系统，玩家可以获得竞技点数和荣誉点素，并通过此获得相应荣誉称号。